# 戒靈
在托爾金（J. R. R. Tolkien）奇幻小說的中土大陸裡，納茲古（Nazgûl，來自黑暗語的Nazg及Gûl，解作戒靈），即戒靈、九戒靈或黑騎士（Dark Riders）是黑暗魔君索倫的邪惡奴僕。在1954年至1955年出版的《魔戒》裡登場，書裡形容戒靈是索倫手下最恐怖的奴僕。

## 小說
九戒靈是中土大陸第二紀元索倫旗下最強大的部下。所有戒靈原本都是強大的人類國王，據說其中三名戒靈原本是努曼諾爾（Númenor）的君王；索倫鑄造了人類九戒，將九戒交給他們，但索倫暗中鑄造至尊魔戒，透過至尊魔戒控制在人類手中的九戒，使那九名人類墮落：
那九名使用戒指的人類，在他們的時代裡成為君王、魔法師及強而有力的武士。他們獲得極大的財富及光榮，也招致他們自己的毀滅。在人看來他們彷彿長生不老，但生命對他們而言卻變得愈來愈無法忍受。他們可以在白昼日光下行走而不被凡人肉眼看見，還可以看見凡人看不見之世界中的事物；但他們最常見的是索倫的魅影與幻覺。他們按着原本天生的能力與起初為善或為惡的意念，一個接一個都落入了自己所戴戒指的奴役，受到索倫至尊戒的支配。他們變成除了統御魔戒持有者之外，無人可見的幽靈，進入了陰影的國度。他們變成了納茲古，「戒靈」，索倫旗下最可怕的僕役，黑暗緊隨着他們，他們呼喊着死亡的聲音。（《精靈寶鑽》:「魔戒與第三紀元」第346頁）.
九戒的腐化力量將戒靈的壽命大大延長。經過了長久的時日後，他們的肉體已消逝，已不被凡人的肉眼可见。人们只能看到他們披上黑色的衣物。戒靈的眼睛透出的紅光在白昼時也能看到，在憤怒時則閃如地獄之火。他們使用很多種武器。在《魔戒首部曲：魔戒再現》裡，戒靈之首安格馬巫王（Witch-king of Angmar）使用魔古爾劍，其他戒靈備有鋼劍。後來，安格馬巫王使用一口燃燒的劍刃，以及一個釘頭鎚。
戒靈的裝備不受自然法理規限，他們永久散發出恐怖的氣息，除了最強大的生物外，所有生物都會受到戒靈的氣息影響。他們的呼吸有毒，被稱為「黑之吹息」。吸入黑之吹息的受害者會感到絕望、不省人事、夢魘，甚至死亡。藥草阿夕拉斯可用作治療黑之吹息的症狀。法拉墨、伊歐玟及梅里都曾在魔戒聖戰期間受黑之吹息感染，亞拉岡治愈了他們。
戒靈的尖嘯聲會令人恐怖及絕望。安格馬巫王還會使用黑魔法。據托爾金所說，恐懼是戒靈最具威脅的武器：
他們並沒有巨大的物理力量，但他們能產生恐懼，大大地增加了他們在黑暗中的威脅（信件）
戒靈在第二紀元2251年首度登場，即眾戒被鑄造後的三百年內，成為索倫的得力部下。第二紀元3434年，索倫被精靈及人類最後同盟推翻，戒靈潰散，但只要至尊魔戒還存在，戒靈就不會死亡。
第三紀元1300年，戒靈重新浮現，安格馬巫王帶領索倫的軍隊在伊利雅德建立了安格馬王國，攻打亞爾諾殘存的王朝，魯道爾、卡多蘭及雅西頓，1409年卡多蘭被安格馬攻陷；1409年魯道爾被安格馬控制，但未有滅亡；1974年雅西頓首都佛諾斯特淪陷，雅西頓亡國。第三紀元1975年，安格馬巫王於佛諾斯特戰役被精靈與人類聯合擊敗，化為黑影逃返魔多，聯同其他戒靈準備迎接索倫的重臨。安格馬巫王雖被打敗，但他毀滅亞爾諾王朝的目的已經達到。
第三紀元2000年，戒靈圍攻米那斯伊希爾，在兩年後攻克，易名為米那斯魔窟，作為戒靈的要塞。戒靈在米那斯魔窟擄獲真知晶球（palantír），並開始集結戰力。第三紀元2942年，索倫返回魔多，並在2951年公開他的重臨。索倫派遣兩至三名戒靈到幽暗密林的重新佔領要塞多爾哥多。

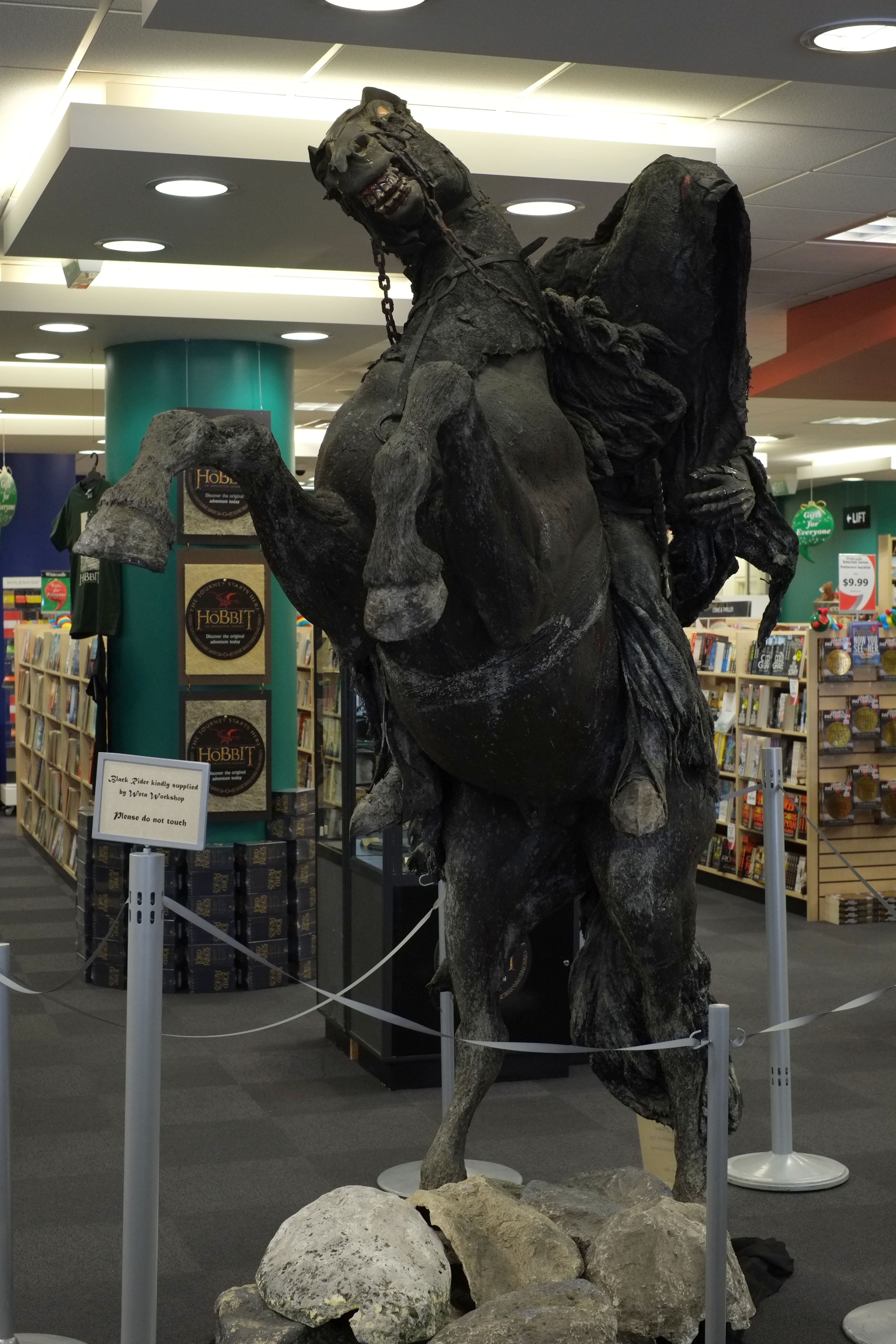
騎乘黑馬的戒靈雕像。

第三紀元3017年，接近《魔戒》故事的開首，索倫從咕嚕口中得知至尊魔戒的消息，於是命令戒靈從夏爾的巴金斯手中奪回至尊魔戒。戒靈便偽裝作騎士，搜尋比爾博。
戒靈的座騎在魔多接受過特殊訓練，可忍受恐懼。戒靈後來知道至尊魔戒在比爾博的後裔佛羅多手中。他們在風雲頂（Weathertop）遭遇佛羅多等人，安格馬巫王以魔窟劍刺傷佛羅多，劍刃的碎片殘留在佛羅多體內。戒靈在不久後被布魯南河的洪水捲走，馬匹溺斃。戒靈只好返回魔多重整。第三紀元3018年，在瑞文戴爾建立的魔戒遠征隊特由九人組成，對應九戒靈。
戒靈再度出現時騎著墮落飛獸（fell beasts），於是被稱為有翼戒靈；魔戒遠征隊在安都因河上、以及後來佛羅多和山姆在艾明莫爾與死亡沼澤都曾見識過有翼戒靈在空中飛行。
在帕蘭諾平原戰役，安格馬巫王被伊歐玟及梅里雅達克所殺：梅里以附有魔法的劍刃刺透安格馬巫王的膝蓋，讓伊歐玟得以給他致命一擊。
在黑門之戰，剩下的克哈穆爾等八名戒靈騎著墮落怪物襲擊西方部隊，當佛羅多在末日火山戴上至尊魔戒時，索倫馬上命令戒靈前往阻止，可惜已經太遲了，至尊魔戒已落入火燄當中，至尊魔戒被摧毀，戒靈敗亡，死於爆發的末日火山之中。

## 名稱
昆雅語的戒靈叫Úlairi，可推斷辛達林語應稱為Ulaer。
戒靈又叫「墮落騎士」、「邪惡的死靈」等。
在托爾金的作品裡，他幾乎沒有替戒靈命名，戒靈之首稱為安格馬巫王，副官叫克哈穆爾。托爾金並提及其中三名戒靈原本是努曼諾爾的君王，克哈穆爾是東方人（Easterlings）的首領，他是唯一一位有名字的戒靈。
一些書迷推測努曼諾爾的叛逆者赫魯莫（Herumor）和富努爾（Fuinur）在哈拉德林人之間頗有威望，可能在後來成為戒靈。不過，這是不可能的，兩人都在戒指被鑄造及戒靈出現後才出生，又沒有記載到戒靈死亡，需要替補，赫魯莫及富努爾不應是戒靈。這個說法雖然在網上盛行，但這與戒靈的設定及時間上都不脗合。
在遊戲《中土大陸角色扮演》（Middle-earth Role Playing）裡，除了克哈穆爾外，其他八名戒靈亦有被命名：阿莫拉索爾（Er-Murazor，努曼諾爾人）、瓦烏的多爾（Dwar of Waw）、黎明毀滅者吉陰杜（Ji Indur Dawndeath）、阿克霍拉希爾（Akhorahil，努曼諾爾人）、霍爾姆拉斯（Hoarmurath，努曼諾爾人）、幽靜者阿頓納菲爾（Adûnaphel the Quiet，努曼諾爾人，女性）、污穢者軔恩（Ren the Unclean）及報信人烏瓦薩（Uvatha the Horseman），但這些姓名都不被視為正統。在原著裡，戒靈當中不應該有女性，因為他們原本都是人類的君王，在書中，也不知道哪三位戒靈是努曼諾爾人，只知道克哈穆爾是東方人。安格馬巫王被人們推測為努曼諾爾人，托爾金並沒有說明過這一點。
以小說《魔戒》為藍本的《魔戒卡片遊戲》，戒靈稱為巫王、Úlairë Attëa（東方人）、Úlairë Nelya、Úlairë Cantëa、Úlairë Lemenya、Úlairë Enquëa、Úlairë Otsëa、Úlairë Toldëa及Úlairë Nertëa。在昆雅語，Úlairë解作戒靈，其他都只是表示數字二至九。
納茲古經常被誤解為戒靈的有翼坐騎（電影製作人員也誤解了），托爾金並沒有為那些有翼生物命名，只稱他們為墮獸（Fellbeast）。
托爾金曾以戒靈打了個比喻。托爾金在1945年去信給他的兒子，形容自己在第二次世界大戰時看見戰機時的反應如同哈比人佛羅多發現正在「學習騎乘飛獸的戒靈」。

## 改編描述

### 電影

動畫版《魔戒》裡的戒靈。

戒靈亦廣泛出現在所有改編《魔戒》的作品裡，包括電台、電影及舞台劇。
雷夫·巴克西（Ralph Bakshi）的動畫電影版《魔戒》裡，戒靈在躍馬旅店內刺擊哈比人所睡的床，而在小說裡，這則由戒靈的同黨所做。1981年的電台連續劇《魔戒》，可以聽到戒靈在吟唱魔戒的咒語。
彼得·傑克遜的電影《魔戒》系列，戒靈也親自到躍馬旅店襲擊哈比人。電影裡特別注重他們的尖嘯聲，他們騎著墮落生物的形象都被擴展，尤其在帕蘭諾平原戰役，戒靈破壞了許多投石器及殺了許多守軍。該電影裡戒靈的尖嘯聲是編劇法蘭·華許（亦是傑克森之伴侶）用其喉嚨發炎後的尖叫演繹的，她表示「尖叫聲是我很拿手的」。
魔戒前傳《哈比人電影系列》中，起初九名戒靈被北方民族封印在魯道爾荒陵中，但巫師甘道夫與瑞達加斯特後來發現他們已離開荒陵。第三部電影中，九名戒靈與其主子索倫一同出現在多爾哥多中，還與薩魯曼和愛隆王有過戰鬥，最終被精靈女王凱蘭崔爾驅離。

### 其他媒介
戒靈亦出現在許多托爾金的相關產品。
不以小說為藍本的戰略電腦遊戲《魔戒之戰：中土世界爭霸》、《魔戒：中土大戰》、《魔戒：中土大戰2》及《魔戒：中土大戰2-巫王的崛起巫王的崛起》、《中土世界2：战争之影》，戒靈亦有登場。
在《魔戒之戰：中土世界爭霸》，安格馬巫王是邪惡陣營的一位英雄。而在《巫王崛起》裡，有三位戒靈的姓名被提到：安格馬巫王、克哈穆爾（Khamûl）及卡恩督（Carn Dûm）的統領摩哥米爾（Morgomir）。後者的姓名是自創的。在《中土世界2：战争之影》，玩家直接扮演原创的戒靈塔里昂（Talion）。
線上的角色扮演遊戲《魔戒Online》裡，戒靈扮演著很重要的角色，故事背景是要對抗安格馬巫王的安格馬國王。

## 瑣事
- 納茲古是波斯語常用的女子名，意思是「害羞的玫瑰」或「纖弱的花」[7]。
- 喬治·馬丁所著的書籍《末日狂歌》內，有一隊虛構的樂隊名為納茲古。
- 納茲古是一隊意大利黑金屬樂隊的名字，他們以拉丁語唱出有關魔戒的歌曲。
- 納茲古也是西班牙一隊黑金屬樂隊的名字，經常與意大利及挪威的同名樂隊混淆。
- 克里斯多弗·鮑里尼（Christopher Paolini）的奇幻作品《遺產三部曲》裡出現的鳥類生物拉扎克（Ra'zac）與戒靈相似，拉扎克的氣息也會讓人失去知覺。
- 齊柏林飛船的一曲「The Battle of Evermore」裡的內容暗指戒靈，其中一句歌詞寫道：「鼓聲震撼城牆，戒靈正騎在馬上」。
- 納茲古是中東常用的土耳其語女性名字，Gul是花的意思，在女性名字裡很普遍：Gulzada、Gulmira、Gulnara、Gulnur、Nurgul、Aigul、Raushangul等。